# Средняя Агинка
Сре́дняя Аги́нка — село в Саянском районе Красноярского края. Административный центр Среднеагинского сельсовета.

## История
Село основано в 1929 году в период коллективизации, путем сселения двадцати близлежащих хуторов и заимок.

## Население
| 2010 |
| ---- |
| 255  |

## Улицы
В селе имеются две улицы: Лесная и Советская.